# باشگاه فوتبال بیشاپ اوکلند
باشگاه فوتبال بیشاپ آوکلند (انگلیسی: Bishop Auckland F.C.) از باشگاه‌های فوتبال انگلستان که در سال ۱۸۸۶ (میلادی) بنیان‌گذاری شده است.